# 内蒙古展览馆站
内蒙古展览馆站（蒙古语：ᠥᠪᠥᠷ ᠮᠣᠩᠭᠣᠯ ᠤᠨ ᠦᠵᠡᠰᠬᠦᠯᠡᠩ ᠦᠨ ᠣᠷᠳᠣᠨ）是呼和浩特地铁1号线的地铁车站，位于中华人民共和国内蒙古自治区呼和浩特市赛罕区中专路街道、新城区东风路街道与迎新路街道交界新华东街与展览馆东路交叉口地下，2019年12月29日開通运营。

## 车站结构
内蒙古展览馆站位于新华东街与展览馆东路交叉口，沿新华东街东西向布置，长191米，宽19.7米，为地下两层岛式车站。
| 地面              | 出入口 | A-D出入口 |
| 地下一层          | 站厅   | 客服中心、自动售票机、验票机                                                                                              |
| 地下二层          | 站台层 | \| \| \| █ 1号线往伊利健康谷（东影路） \| \| 島式 · 開左邊车门 \| \| \| \| \| \| █ 1号线往坝堰（机场）（内蒙古博物院） \| |
|                   |        | █ 1号线往伊利健康谷（东影路）                                                                                             |
| 島式 · 開左邊车门 |        | |
|                   |        | █ 1号线往坝堰（机场）（内蒙古博物院）                                                                                     |

## 车站出口
内蒙古展览馆站共设4个出口，各出口及周围设施如下所示：
| 出口编号            | 照片 | 地点             | 可到达目的地         |
| ------------------- | ---- | ---------------- | -------------------- |
| A · 出口            |      | 新华东街（北侧） | 团结小区             |
| B · 出口            |      | 新华东街（南侧） | 呼和浩特体育活动中心 |
| C · 出口 · （设有） |      | 新华东街（南侧） | 内蒙古展览馆         |
| D · 出口            |      | 新华东街（北侧） |                      |
| 图例： 设有         |      |                  |                      |

## 接驳交通

### 公交车
- 内蒙古展览馆：3路、27路、29路、53路、66路、75路、92路、K1路、敕勒川草原专线、夜间4号线、夜间7号线、东客站夜间专线
- 团结小区：5路、92路、K1路

## 历史
- 2017年11月25日，车站主体结构封顶。
- 2019年12月29日，本站随1号线通车一同开通[1]。